# Іто Кійосі
Кійосі Іто (яп. 伊藤 清 Іто: Кійосі; 7 вересня 1915, Хокусей (Інабе), Японія — 10 листопада 2008, Кіото, Японія) — видатний японський математик, відомий роботами зі стохастичного аналізу, теорії стохастичного інтегрування і стохастичним диференціальним рівнянням.
Кійосі Іто — автор стохастичного аналізу, що дозволяє досліджувати траєкторії випадкових процесів. Ним була розроблена теорія стохастичного інтегрування і нова концепція інтеграла (див. інтеграл Іто). Найбільш відомий його результат — формула Іто. Його теорія широко застосовується, наприклад, у біології, фізиці, теорії управління та фінансовій математиці.

## Життя
Іто почав вивчати математику в Імператорському університеті Токіо, який закінчив у 23 роки. Після цього він почав працювати в Національному управлінні статистики, де опублікував дві свої роботи з теорії ймовірності та стохатистики. Під час Другої світової війни продовжував працювати в управлінні статистики з коротким періодом викладання в Університеті Нагої.
У 1945 отримав за свої роботи ступінь доктора філософії. Через сім років він став професором в Університеті Кіото, де і працював, поки не пішов на пенсію в 1979 році.
Дружина Сідзуе померла в 2000 році. Сім'я мала три дочки. Вони народилися в Японії, але в даний час проживають в різних країнах: Кейко Кодзіма (Оцу, Японія), Кадзуко Соренсен (Лондон, Велика Британія) і Дзюнко Іто (Санта-Круз, Каліфорнія, США).
Помер 10 листопада 2008 року в лікарні міста Кіото.

## Визнання
У 1998 отримав за свої труди Премію Кіото.
У 2006 році отримав премію Гаусса .

## Вибрані праці
1. Kiyosi Ito, On Stochastic Differential Equations, American Mathematical Society, 1951
2. Kiyosi Ito, Stochastic processes, 1968/69 (Lecture notes series, no. 16), Aarhus Universitet, Matematisk Institut, 1969
3. Kiyosi Ito, Henry P. McKean, Jr. Diffusion Processes and their Sample Paths, Springer-Verlag, Berlin, Heidelberg, New York, 1974
4. Kiyosi Ito, An Introduction to Probability Theory, Cambridge University Press, 1986
5. Kiyosi Ito, Essentials of Stochastic Processes (Translations of Mathematical Monographs, V. 231), American Mathematical Society, 2006